# SG Flensburg-Handewitt
Spielgemeinschaft Flensburg-Handewitt (SG Flensburg-Handewitt) är en handbollsklubb från Flensburg i Tyskland. SG Flensburg-Handewitt grundades 1990, då handbollsföreningarna TSB Flensburg och Handewitter SV gick ihop. Båda lagen spelade då i andraligan (flera år också i den högsta ligan). Klubben spelar i Handball-Bundesliga och spelar sina hemmamatcher i Flens-Arena (tidigare Campushalle), som har kapacitet för 6 300 åskådare. Klubbens största meriter är de tre inhemska mästartitlarna (2004, 2018 och 2019), samt internationellt segrarna av EHF-cupen 1997 och EHF European League 2024 och 2025, Cupvinnarcupen 2001 och EHF Champions League 2014.
Laget är främst känt som ett tyskt "dansklag", på grund av att truppen ofta bestått av ett högt antal danska spelare. Det kan bero på staden Flensburgs läge nära gränsen till Danmark. Laget har även ofta bestått av svenskar, både spelare och huvudtränare.

## Spelartrupp 2022/2023
| Nr | Land                    | Pos | Namn               |
| -- | ----------------------- | --- | ------------------ |
| 1  | Bosnien och Hercegovina | MV  | Benjamin Burić     |
| 20 | Danmark                 | MV  | Kevin Møller       |
|    | Norge                   | V6  | August Pedersen    |
|    | Danmark                 | H6  | Jóhan Hansen       |
| 4  | Tyskland                | M6  | Johannes Golla     |
| 5  | Danmark                 | M6  | Simon Hald         |
| 22 | Danmark                 | V9  | Mads Mensah Larsen |
| 23 | Norge                   | M9  | Gøran Johannessen  |

| Nr | Land     | Pos | Namn                 |
| -- | -------- | --- | -------------------- |
| 24 | Sverige  | M9  | Jim Gottfridsson     |
| 31 | Danmark  | V6  | Emil Jakobsen        |
| 32 | Tyskland | H9  | Franz Semper         |
| 33 | Danmark  | V9  | Aaron Mensing        |
| 34 | Island   | H9  | Teitur Örn Einarsson |
| 64 | Danmark  | V9  | Lasse Møller         |
| 66 | Sverige  | M6  | Anton Lindskog       |
| 77 | Norge    | H9  | Magnus Rød           |

## Meriter
- Tyska mästare: 3 (2004, 2018, 2019)
- Tyska cupmästare: 4 (2003, 2004, 2005, 2015)
- Tyska supercupmästare: 3 (2000, 2013, 2019)
- Champions League-mästare: 1 (2014)
- EHF-cupen/European League-mästare: 3 (1997, 2024, 2025)
- Cupvinnarcup-mästare: 2 (2001, 2012)
- EHF City Cup-mästare: 1 (1999)

## Kända spelare, i urval

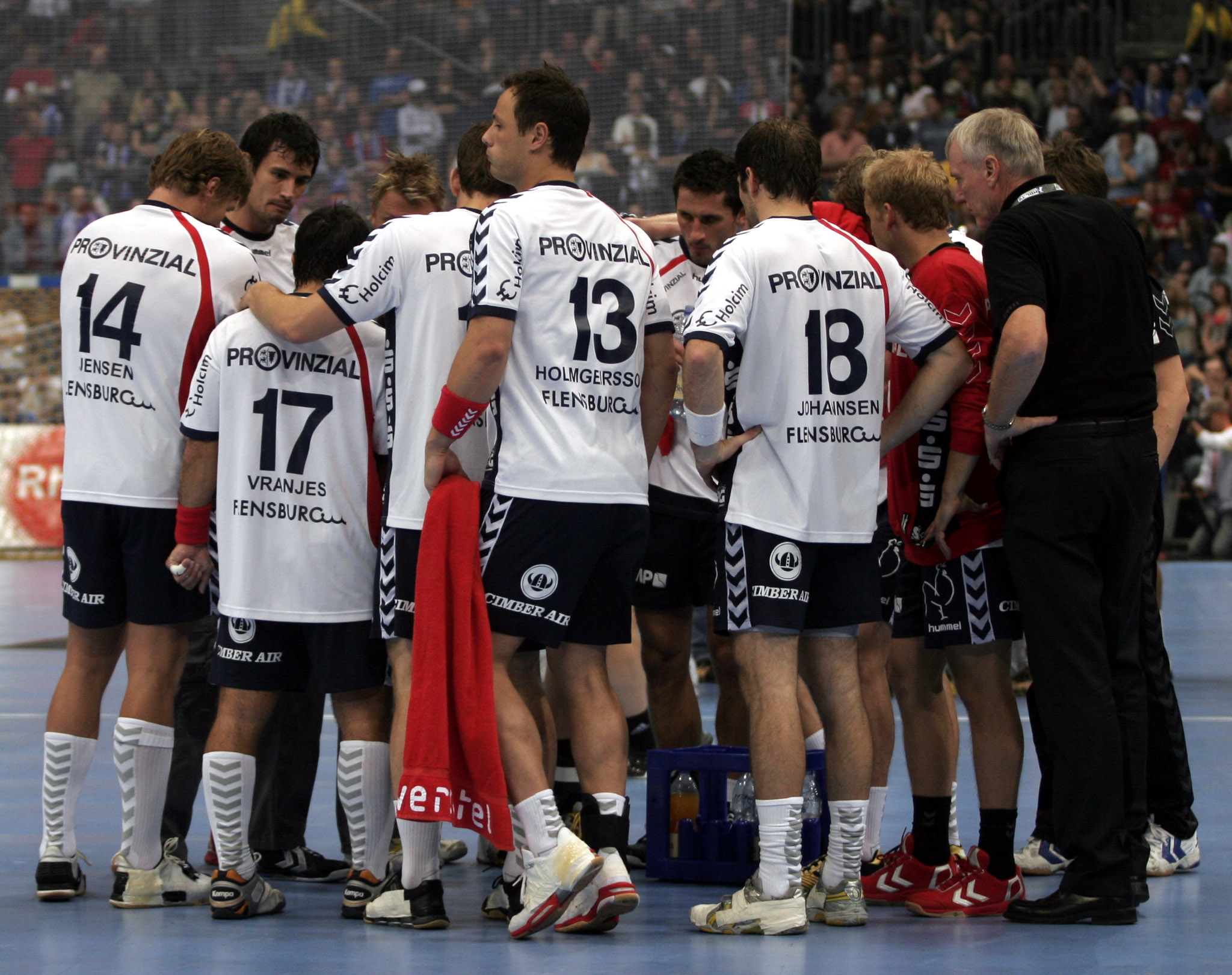
Spelartruppen vid en match 2007.

- Mattias Andersson (2011–2018)
- Frank von Behren (2006–2008)
- Christian Berge (1999–2006)
- Joachim Boldsen (2002–2007)
- Oscar Carlén (2008–2011)
- Lars Christiansen (1996–2010)
- Anders Eggert (2006–2017)
- Jan Eiberg Jørgensen (1992–2001)
- Ahmed El-Ahmar (2015)
- Jan Fegter (1995–2003)
- Holger Glandorf (2011–2020)
- Jim Gottfridsson (2013–)
- Matthias Hahn (1994–2004)
- Jacob Heinl (2004-2018, 2019-2021)
- Christian Hjermind (1996–2001)
- Jan Holpert (1993–2007)
- Johan Jakobsson (2014–2017)
- Johnny Jensen (2003–2010)
- Simon Jeppsson (2017–2020)
- Torge Johannsen (2003–2005, 2006–2009)
- Tobias Karlsson (2009–2019)
- Lars Kaufmann (2011–2015)
- Andrej Klimovets (1997–2005)
- Michael V. Knudsen (2005–2014)
- Lars Krogh Jeppesen (2000–2004)
- Blaženko Lacković (2004–2008)
- Rasmus Lauge Schmidt (2015–2019)
- Jan Thomas Lauritzen (2005–2007)
- Marcin Lijewski (2002–2008)
- Kentin Mahé (2015–2018)
- Thomas Mogensen (2007–2018)
- Holger Schneider (1992–1998)
- Johan Sjöstrand (2009–2010)
- Glenn Solberg (2004–2006)
- Søren Stryger (2001–2008)
- Lasse Svan Hansen (2008–2022)
- Henrik Toft Hansen (2015–2018)
- Ljubomir Vranjes (2006–2009)
- Hampus Wanne (2013–2022)
- Steffen Weinhold (2012–2014)

## Huvudtränare
(Sedan säsongen 1990/1991)
- / Zvonimir "Noka" Serdarušić (1990–1993)
- Anders Dahl-Nielsen (1993–1998)
- Erik Veje Rasmussen (1998–2003)
- Kent-Harry Andersson (2003–2008)[a]
  -  Viggó Sigurðsson (2006)[a]
- Per Carlén (2008–2010)
- Ljubomir Vranjes (2010–2017)
- Maik Machulla (2017–2023)
- Nicolej Krickau (2023–)

1. 1 2  Viggó Sigurðsson ersatte Kent-Harry Andersson under första halvan av säsongen 2006/2007, då Andersson gjorde ett uppehåll på grund av hälsoskäl.[2]